# Dunduff Castle

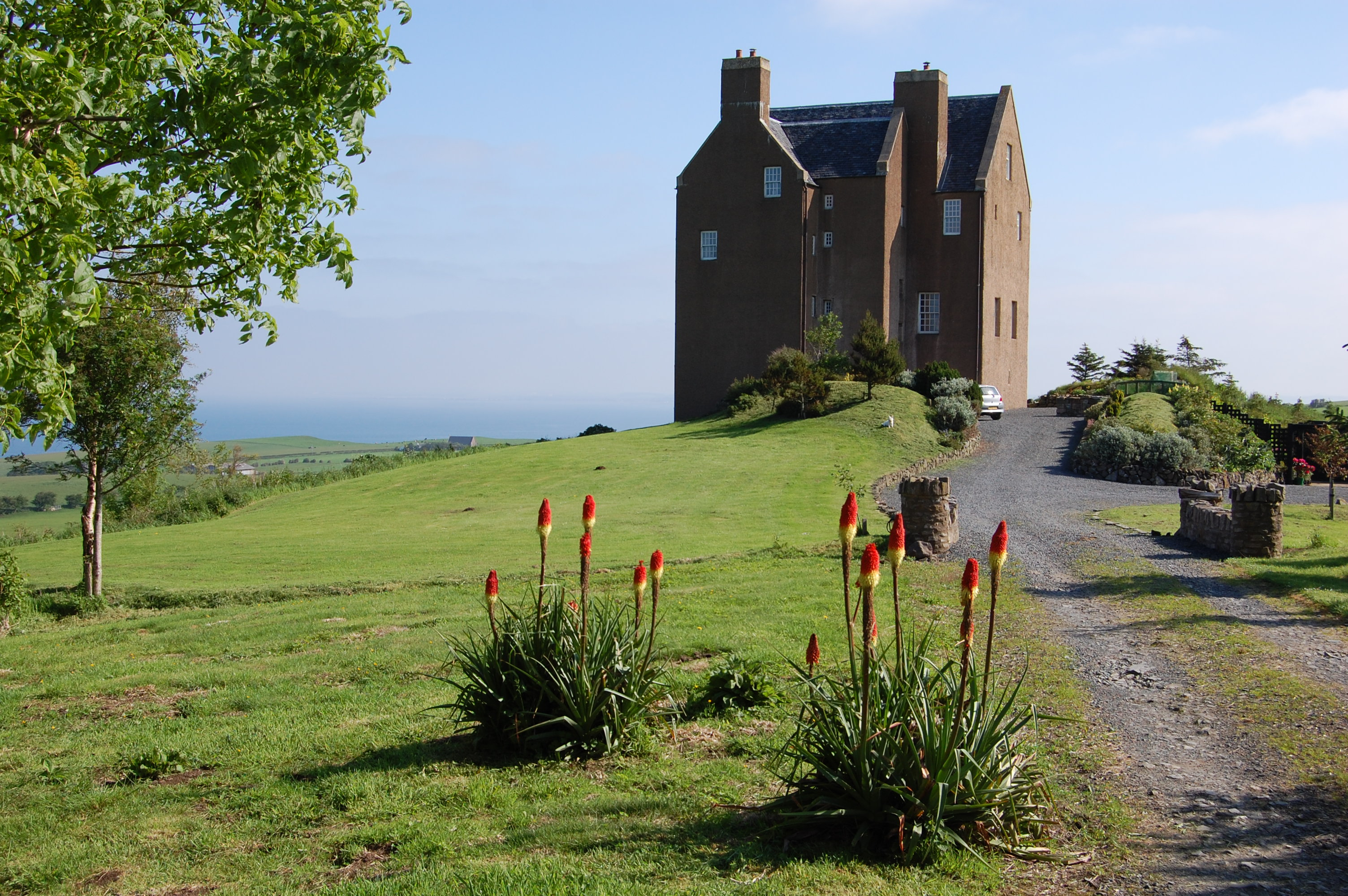
Dunduff Castle von Süden nach erfolgter Restaurierung

Dunduff Castle ist ein restaurierter Wohnturm am Hang der Brown Carrick Hills über dem Drumbane Burn und dem Meer in der Nähe des Dorfes Dunure in der schottischen Council Area South Ayrshire.

## Geschichte
Der Ortsname „Dunduff“ könnte die schottisch-gälischen Elemente für „Hügel“ oder „Fort“ und „Hirsch“ enthalten, so wie das auf Dundaff bei Fintry zutrifft. Andere Quellen schlagen vor, dass Duff ein Eigenname sei und Dunduff daher „Fort des Duff“ heißt, oder „Fort am schwarzen Hügel“ von schottisch-gälisch Dun Dùbh.
Glennie identifiziert Dunduff Castle als Dindywydd, ein Anwesen, das von Aneirin oder Neirin, einem britisch-keltischen Poeten in einem seiner Artus-Gedichten erwähnt wird, das in einem Manuskript vom Ende des 13. Jahrhunderts mit Namen Book of Aneirin erhalten geblieben ist.

### Burgruine

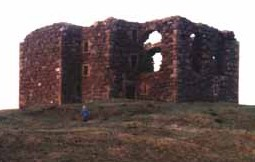
Dunduff Castle als Ruine, von Südosten

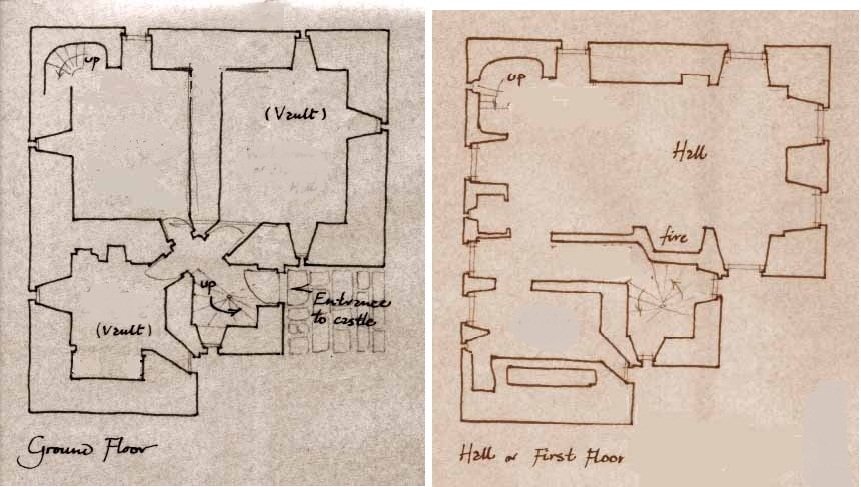
Geschosspläne von Dunduff Castle

Dieser Wohnturm, der östlich der Dunduff Farm auf einem felsigen Hügel liegt, wurde mit einem L-förmigen Grundriss erstellt und hatte einen dreistöckigen Treppenturm mit quadratischem Grundriss im südseitigen Innenwinkel. Im Erdgeschoss befinden sich drei Räume mit Tonnengewölbedecken, die von der Lobby des Wohnturms aus zu erreichen sind. Eine private Schlafkammer im ersten Obergeschoss war über einen Gang zugänglich, der der Länge nach im Hauptblock verlief. Ein offener Kamin im Anbau heizte die Halle mit ihrer ausgeschrägten Fensterschießscharte. Es existierte einst eine Zwischendecke, wie man an Auflagen für Profilträger sieht. Die Ausbildung der Fenster und Türen der ursprünglichen Ruine legen einen Bauzeitraum Ende des 16. oder Anfang des 17. Jahrhunderts nahe.
Die Karte von General Roy von 1747–1755 zeigt eine Dunduff Mill (deutsch Dunduff-Mühle) in Verbindung mit der Burg; diese Mühle ist auch in einer Charta von 1581 erwähnt. William Aytons Karte von 1808 zeigt Dunduff Castle, aber es ist nicht als Ruine bezeichnet, auch wenn Dunure Castle als solche bezeichnet ist.
Groome bezeichnet die Ruine 1903 als kleine Festung eines Barons.

### Aufgabe
1696 wurde die Burg als fast fertiggestellt bezeichnet. Smith meint, sie wurde nie fertiggestellt. Kartographen zeigen ein Dunduff Castle als Ganzes von Ponts Karte (1560–1614) bis zum Erscheinen von Armstrongs Karte 1775, die Dunduff Castle als Ruine ausweist.
Daher gibt es erhebliche Zweifel daran, dass Dunduff Castle je fertiggestellt wurde. Abercrummie führt Dunduff Castle in seinem Buch A Description of Carrict unter den Häusern der Adligen in Carrick als „ein Haus an der Küste, das nie fertiggestellt wurde“ auf.
1891 formuliert der Geistliche R. Lawson in seinem Buch Places of Interest About Maybole with Sketches of Persons of Interest:

„Auf dem Hang darüber steht die Ruine der unfertigen Burg von Dunduff. Eine örtliche Illustration dieser suchenden Frage unseres Herrn: Wer von euch, der einen Turm bauen will, setzt sich nicht vorher hin und zählt die Kosten, ob wir genug haben, um wenigstens damit fertig zu werden, nachdem er das Fundament gelegt hat, und ist nicht imstande, es fertigzustellen; alle die es erblicken, machen sich lustig über ihn, indem sie sagen: Dieser Mann begann mit dem Bau und war nicht imstande, ihn fertigzustellen.“

## Restaurierung
In den 1990er-Jahren wurden die Ruinen gesichert und der Turm vollständig restauriert, um als Familienheim zu dienen. Ian Begg entwarf die Pläne für die Restaurierung.
Das Gebäude hat Historic Scotland als historisches Bauwerk der Kategorie B gelistet.

## Herren und Ländereien von Dunduff
Es ist verzeichnet, dass Sir John de Graham 1298 auf den Ländereien von Dunduff geboren wurde. In den schottischen Unabhängigkeitskriegen kämpfte er an der Seite von Sir William Wallace und fiel in der Schlacht von Falkirk, wohin die schottische Armee von König Eduard I. von England geleitet wurde. Er wurde an der alten Pfarrkirche von Falkirk in Stirlingshire beerdigt. Der Dichter Robert Burns besuchte sein Grab 1787.
Smith sieht in Dunduff Castle eine Burg des Clan Kennedy und ihrer Verwandten, zusammen mit anderen Burgen in der Region, insbesondere Greenan Castle, Dunure Castle, Kilhenzie Castle, Doonside Castle, Sauchrie Castle, Craigskean Castle, Beoch Castle, Auchendrane Castle, Garryhorne Castle, Brockloch Castle und Smithstone Castle. Um dies festzustellen, zitierte er:

Twixt Wigton and the toon of Ayr,

Port Patrick and the Cruives O’ Cree,

Nae men need think fur tul bide there,

Unless he court a Kenedie.

Die erste schriftliche Erwähnung von Dunduff Castle war zur Regierungszeit von Wilhelm dem Löwen (1165–1214), als Walter Champenais de Karrig Land in Dunduff den Mönchen der Melrose Abbey schenkte.
1581 waren die Besitzungen, die mit Dunduff Castle verbunden waren, 12 Merklands, die Getreidemühle von Dunduff, die 10 Merklands von „Glentig“ mit Getreidemühle, die 5½ Merklands von „Mekill Sallauchan“ und die 4 Merklands von „Little Sallauchan“.

### Die Lairds aus der Familie Stewart

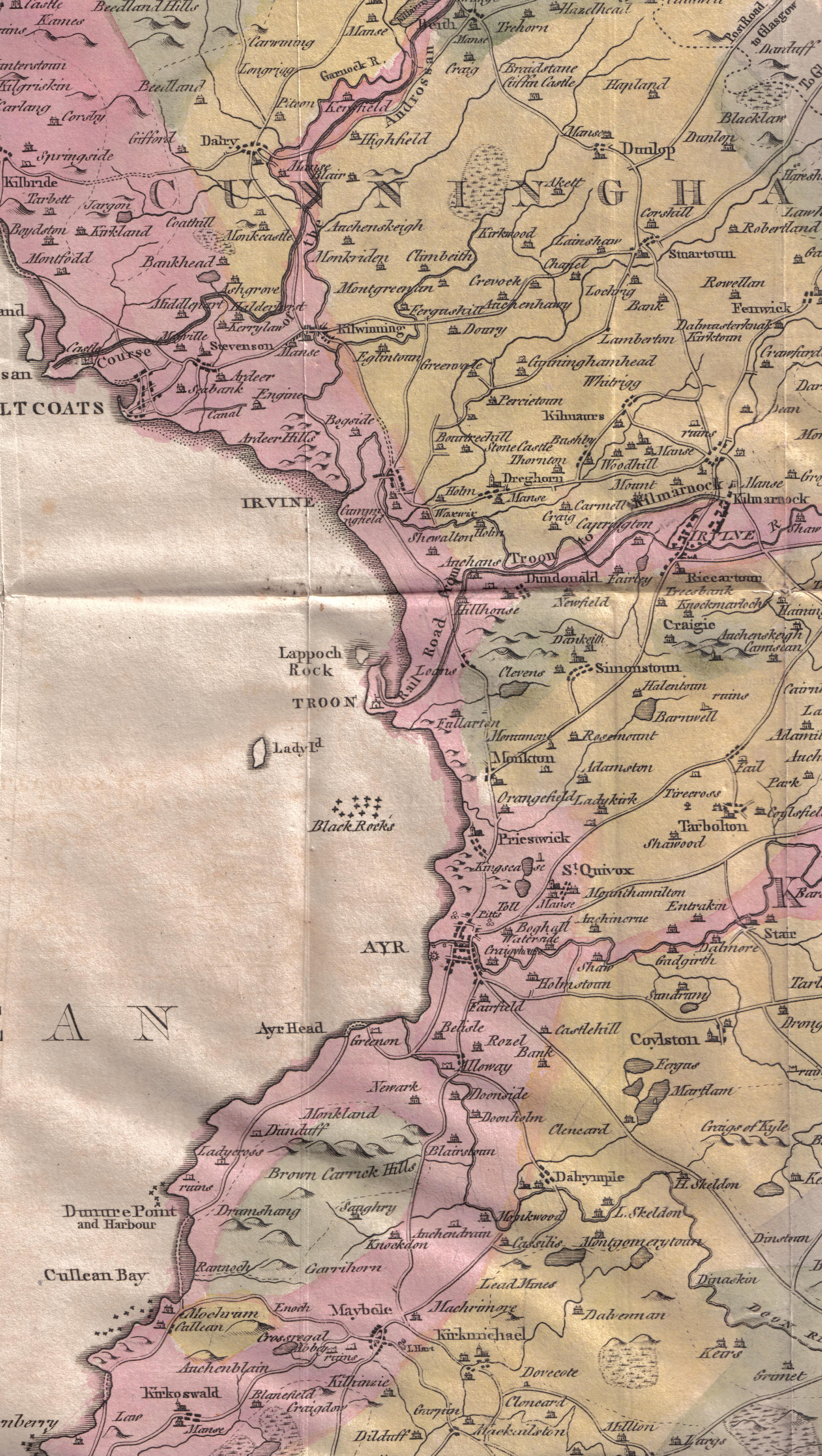
Aitons Karte von Ayrshire von 1811 zeigt ein Dunduff Castle ohne Dach an der Küstenstraße, bequem zugänglich.

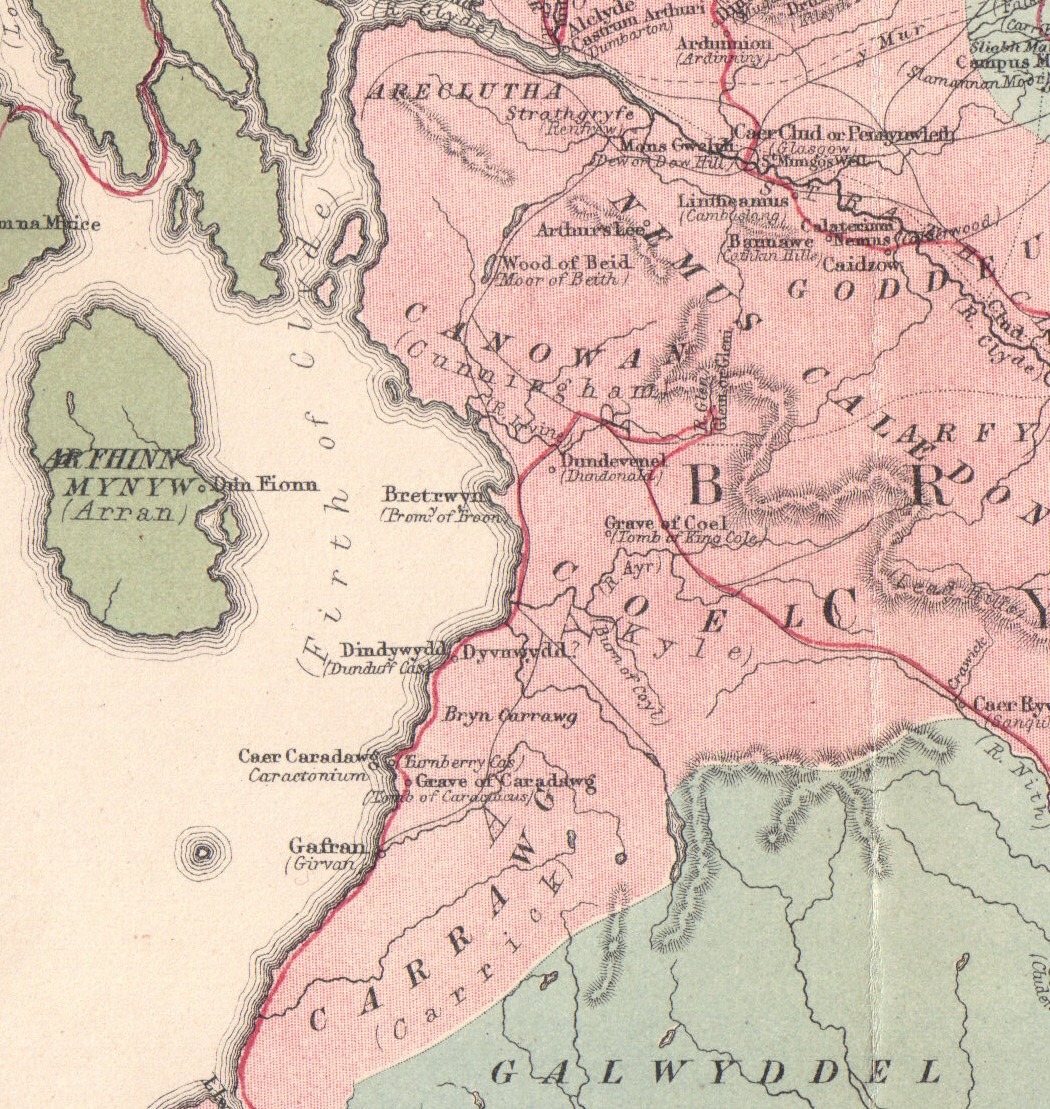
Orte in Zusammenhang mit König Artus in Ayrshire, z. B. Dindywydd und Dunduff.

Der erste Laird von Dunduff war William Stewart, der mit Isobel Ker verheiratet war. 1528 war er schottischer Gesandter in Frankreich, ernannt von König Jakob V.; er starb 1552. Sein Vater war Sir Andrew Stewart, der 2. Lord Evondale, erster Lord of the Bedchamber König Jakobs IV. Die Familie sah ihre Abstammung direkt von König Robert II.
Die nächste Aufzeichnung ist die von William Stewart, zweiter Laird of Dunduff, 1558; seine Gattin war Elizabeth Corry. Der korrekte Familienname scheint „Stewart“ gewesen zu sein, aber sie benutzten oft den Namen „Dunduff“ als Familiennamen. Paterson spekulierte, dass sie das Anwesen durch Heirat mit einer Erbin mit dem Familiennamen „Dunduff“ erlangt hätten. Matthew, der dritte Laird, wurde 1560 auf Dunduff Castle geboren, erbte das Anwesen 1580 von seinem Vater William und wird „Dunduff of that Ilk“ genannt.
Im 16. Jahrhundert ging der Master of Cassilis (jüngerer Bruder des Earl) in eine Verschwörung mit dem Laird von Dunduff (Matthew Stewart) und dem Laird von Auchindraine ein, seinen Bruder, den Earl of Culzean, umzubringen; alle drei hatten unter ihm zu leiden. Thomas Kennedy aus Bargany, der Alan Stewart, Commedator of Crossraguel von Gilbert Kennedy, 4. Earl of Cassilis, befreite, und das „schwarze Gewölbe“ von Dunure, war ein Vorfahr der Lairds von Dunduff.
Der Laird von Bargany hatte dann Besitzstreitigkeiten mit dem Earl über die Ländereien von Newark, was dazu führte, dass sich dem Komplott gegen das Leben des Earls of Culzean ein vierter Teilnehmer anschloss. Am 1. Januar 1598 dinierte der Earl mit Sir Thomas Nasmyth in Maybole und die Verschwörer und ihre Diener lagen auf der Lauer, aber trotz der acht auf ihn abgefeuerten Schüsse entkam der Earl unverletzt, indem er in der finsteren, trüben Nacht und durch die Straßen von Maybole davonlief und sich versteckte.
In Folge dieses Vorfalls wurde der Laird von Dunduff kurze Zeit auf Edinburgh Castle gefangengehalten, dann von Schottland, England, Irland und allen anderen britischen Inseln verbannt und zu einer Geldstrafe von 1000 Mark verurteilt. Diese Verurteilung wurde entweder aufgehoben oder kam nicht zur Anwendung und nach seiner Rückkehr legten der Laird von Dunduff und der Earl of Culzean ihren Streit bei und wurden Freunde; der Laird starb 1609. George, der Bruder von Matthew Stewart, wurde 1601 von John Glendoning aus Drumraschein ermordet.
William Stewart, der vierte Laird, erbte die Ländereien von seinem Vater. 1668 wurde aufgeschrieben, dass John, der fünfte (und letzte) Laird von Dunduff aus der Familie Stewart und sein Bruder William an der Verlängerung ihres Vertrages gehindert wurden, weil sie sich Oliver Cromwell entgegenstellten und die Krone unterstützten, und bald danach wurde das Anwesen verkauft und fiel an die Familie Whiteford. Johns Schwester erbte Mount Stewart und ihre Tochter war Countess of Wicklow Alice.

### Die Lairds aus der Familie Whiteford oder Whitefoord
Die Familie Quhitefoord oder Whiteford besaß bis 1689 Ländereien dieses Namens im Südosten von Paisley. Ursprünglich hatte Walter Whiteford die Ländereien von Whitefoord von König Alexander III. nach seinem Einsatz in der Schlacht von Largs 1263 erhalten. James Whiteford von Dunduff Castle heiratete Isabel Blair, eine Tochter von Sir Bryce Blair von Blair Castle. Der Name eines weiteren James Whiteford taucht in Chartas von 1700 und 1714 auf; ein Bryce Whiteford aus Dunduff Castle und Cloncaird Castle († 1726) heiratete Elizabeth Cuninghame, Tochter von Sir David Cuninghame aus Cloncaird Castle.
Ein James Whiteford aus Dunduff Castle besaß 1757 Ländereien in Drumfadd und eine Lady Dunduff, Witwe von Bryce Whiteford vor 1750, soll 1767 in Ayr gelebt haben und 1775 im Alter von 85 Jahren gestorben sein. Der Titel „Lady“ wurde älteren Witwen, der verstorbene Gatten nicht adlig waren, oft als Zeichen des Respekts verliehen, so auch Witwen von Lairds. Die Familie besaß einst weitere Anwesen, wie Blairquhan House (damals „Whiteford Castle“ genannt), Whitefoord Tower, Cloncaird Castle und Ballochmyle Castle. Die Familie lebt heute in Shropshire in England.
Ein Walter Whyteford (sic) wurde 1619 Laird von Fail, wobei die Schenkung an ihn durch das alte Kloster Fail 1621 durch das Parlament ratifiziert wurde. Die Wallaces von Craigie Castle hatten gehofft, das Anwesen zu erben.

## Irische Verbindung
William Stewart, der 4. Laird von Dunduff, wurde um 1580 geboren und später zum Baronet ernannt. Er hatte während der Plantation of Ulster um Zuteilung von Land in Ulster angesucht und man teilte ihm 4 km² zu; dies geschah in der „Kolonisationszeit“ unter König Jakob VI. Diese Ländereien lagen im County Donegal, “Coolaghy” genannt, in der Baronie Raphoe, „Fort Dunduff“ genannt und später „Manor of Mount-Stewart“. Sir William hatte die Macht, Pachtverhältnisse einzugehen sowie Court Barons und Court Leets zu ernennen.
Mount-Stewart fiel an die Familie von Alice Howard, 1. Countess of Wicklow.
Mount-Stewart in Donegal darf nicht mit Mount Stewart im County Down in Nordirland verwechselt werden, neuerdings der Sitz der Familie Vane-Tempest-Stewart, Marquesses of Londonderry.

## Dunduff Mill
Matthew Dunduff aka Stewart erlangte den Besitz an der Getreidemühle in Dunduff 1581. Die Mühle wurde von einem der Bäche, die vom Brown Carrick Hill herabfließen, angetrieben, aber ihre genaue Lage ist nicht bekannt. Die Dunduff Mill wurde durch ein mittelschlächtiges Wasserrad angetrieben, das einen einzelnen Mühlstein bewegte. Das Aussieben und Sichten der Spelze wurde von Hand bewerkstelligt; die Mühle hatte keine Windsichter oder mechanischen Siebe.